# ネイトボットバック
ネイトボットバックとは、ロボット掃除機メーカーであるネイトロボティクスが製造・販売するロボット掃除機である。全米シェア№2のロボット掃除機である。

## 概要
ネイトは、レーザーレンジファインダー(laser range finder )が周囲360度を常にスキャンし、SLAMと呼ばれるレーザーナビゲーション技術で室内のマッピング（地図化）を行いながら、直線的なパターンで効率的に走行する。
掃除の途中で電源が無くなった場合は、自ら充電台に戻り充電後には途中の掃除場所に戻り再開する自動再開機能や、階段等の段差をセンサーによって検知し避ける落下防止機能を全機種に搭載している。
Dの形が特徴的である。丸型と比較したときのD型のメリットは以下の通りである。
- ダストボックスが大きいため、たくさんのゴミを吸い込むことができる。
- 吸い込み口が大きいため、時短で掃除できる。
- 部屋の隅のゴミまで吸引できる。

## 製品の種類
古い順から
- BV-70
- BV-75
- BV-80
- BV D7500
- BV D8500
- BV D305
- BV D502
- BV DC02
- BV D701

である。
現在までに9種類の製品が販売された。
BV-70、BV-75、BV-80に関しては白色のボディをしているため、かわいらしいデザインが印象的である。